# Hubert Yonnet
Hubert Yonnet es una ganadería francesa de toros de lidia de  XIX, XX y principios del XXI .

## Presentación
La ganadería original es Pinto Barreiros, ganadería portuguesa. Su divisa es verde y blanco. Su antigüedad, fecha en la que lidio por primera vez, en Madrid, se remonta al 4 de agosto de 1991 .

## Historia
Fundada por Joseph Yonnet a finales del XIX con ganado del Vizconde Laborde-Caumont, la ganadería recibió sangre española en 1873 cuando Joseph Yonnet introdujo un semental de la ganadería Ripamilan, luego en 1876, otro semental de la ganadería Miura . En los próximos años se introducirán otros sementales de otras ganaderías españolas : un Veragua, un Zalduendo y vacas de Lizazo entre otros.
Cuando Joseph murió, sus hijos Valentín y Christopher se hicieron cargo de la ganadería, quienes continuaron introduciendo sangre española. Cuando Christopher murió, su hermano vendió la cría a la empresa "Alais, Froges y Camargue", que se convertiría en la empresa Pechiney.
En 1939, el sobrino pequeño de Valentín (Christopher II), que se ocupaba de la ganadería en nombre de la empresa propietaria, lo compró y realizó varios cruces en 1943. Pero estos cruces resultaron insuficientes y Christopher compró la ganadería que había creado  Conchita Cintrón entre 1946 y 1950.
En ese momento, el ganado Yonnet todavía era ganado cruzado que Hubert, hijo de Christopher II, transformó en ganado de casta a partir de 1956. La primera presentación de sus novillos tuvo lugar en 1979 en Barcelona .[cita requerida]

## Grandes citas
El 15 de junio de 1947 en Arlés, la cría triunfa con el torero mexicano Antonio Velázquez, en solitario ante seis Yonnets.
El 13 de agosto de 1981 en Saint-Sever, el quinto novillo Montenegro se honra con una vuelta.
Pedrín Benjumea afronta los novillos de Yonnet el 1 de agosto de 1965 en Châteaurenard .
El Fundi escuchó a Arlés el 21 de octubre de 1989 frente a los toros de Yonnet.
El 4 de agosto de 1991 Hubert Yonnet es el primer ganadero francés que presenta sus toros en Madrid, lo que tiene un valor de antigüedad.
En 2002 en Lunel Pescaluno fue indultado.
En 2004, 14 de marzo : Emilio Laserna tomó la alternativa en Vergèze (en Gard) frente a los toros de Hubert Yonnet.
En 2011 en Vic-Fezensac, el viernes 5 de agosto, los toros de Christopher Yonnet recibieron una ovación de pie del público.